# Finale della FIFA Confederations Cup 2003
La finale della FIFA Confederations Cup 2003 si è disputata il 29 giugno 2003 allo Stade de France di Saint-Denis tra la Nazionale camerunese e quella francese. L'atto conclusivo della manifestazione ha visto il successo per 1-0 della Francia grazie al golden goal di Thierry Henry.
Il ritiro del trofeo, nel post partita, avvenne in compresenza, in onore del compianto Marc-Vivien Foe. Il giocatore camerunense morì improvvisamente qualche giorno prima per arresto cardiaco al 72' minuto di gioco della semifinale giocata contro la Colombia.

## Cammino verso la finale
La Francia, inserita nel gruppo A, supera con scioltezza le gare che la vedo raffrontarsi contro Colombia, Giappone e Nuova Zelanda; segnando 8 reti e subendone solo 1. La semifinale, giocata allo Stade de France, contro la Turchia vede i transalpini imporsi per 3-2 grazie alle reti di Henry e Pires, a cui segue la rete di Gökdeniz del 2-1, e Wiltord. Mentre la rete siglata da Tuncay serve solo a rendere più interessante il secondo tempo.
Il Camerun, nel gruppo B, sorprende subito battendo per 1-0 il Brasile grazie alla rete di Eto'o nel secondo tempo a cui segue il successi contro la Turchia e lo 0-0 contro gli Stati Uniti. La semifinale contro la Colombia viene decisa al 9' minuto del primo tempo grazie alla rete di Ndiefi.

## Tabellino
| Arbitro: | Ivanov |

|  |           |                |
|  | Marcatori | 97’ (gg) Henry |

| Cameroon | France |

| P                | 1  | Idriss Carlos Kameni     |     |     |
| D                | 3  | Jean-Joël Perrier-Doumbé |     |     |
| D                | 4  | Rigobert Song (c)        |     |     |
| D                | 5  | Timothée Atouba          |     |     |
| D                | 13 | Lucien Mettomo           |     |     |
| C                | 7  | Modeste M'Bami           | 89’ |     |
| C                | 8  | Geremi Njitap            |     |     |
| C                | 16 | Valéry Mezague           |     | 91’ |
| C                | 19 | Eric Djemba-Djemba       |     |     |
| A                | 11 | Pius Ndiefi              |     | 67’ |
| A                | 18 | Mohammadou Idrissou      |     |     |
| Sostituzioni:    |    |                          |     |     |
| A                | 9  | Samuel Eto'o             |     | 67’ |
| C                | 10 | Achille Emana            |     | 91’ |
| Allenatore:      |    |                          |     |     |
| Winfried Schäfer |    |                          |     |     |

| P                 | 16 | Fabien Barthez      |     |     |
| D                 | 3  | Bixente Lizarazu    |     |     |
| D                 | 5  | William Gallas      |     |     |
| D                 | 8  | Marcel Desailly (c) |     |     |
| D                 | 19 | Willy Sagnol        |     | 76’ |
| C                 | 6  | Olivier Dacourt     | 44’ | 90’ |
| C                 | 10 | Ludovic Giuly       |     |     |
| C                 | 18 | Benoît Pedretti     |     |     |
| A                 | 9  | Djibril Cissé       |     |     |
| A                 | 11 | Sylvain Wiltord     |     | 65’ |
| A                 | 12 | Thierry Henry       |     |     |
| Sostituzioni:     |    |                     |     |     |
| C                 | 7  | Robert Pirès        |     | 65’ |
| D                 | 15 | Lilian Thuram       |     | 76’ |
| C                 | 17 | Olivier Kapo        |     | 90’ |
| Allenatore:       |    |                     |     |     |
| \|Jacques Santini |    |                     |     |     |